# Májaira

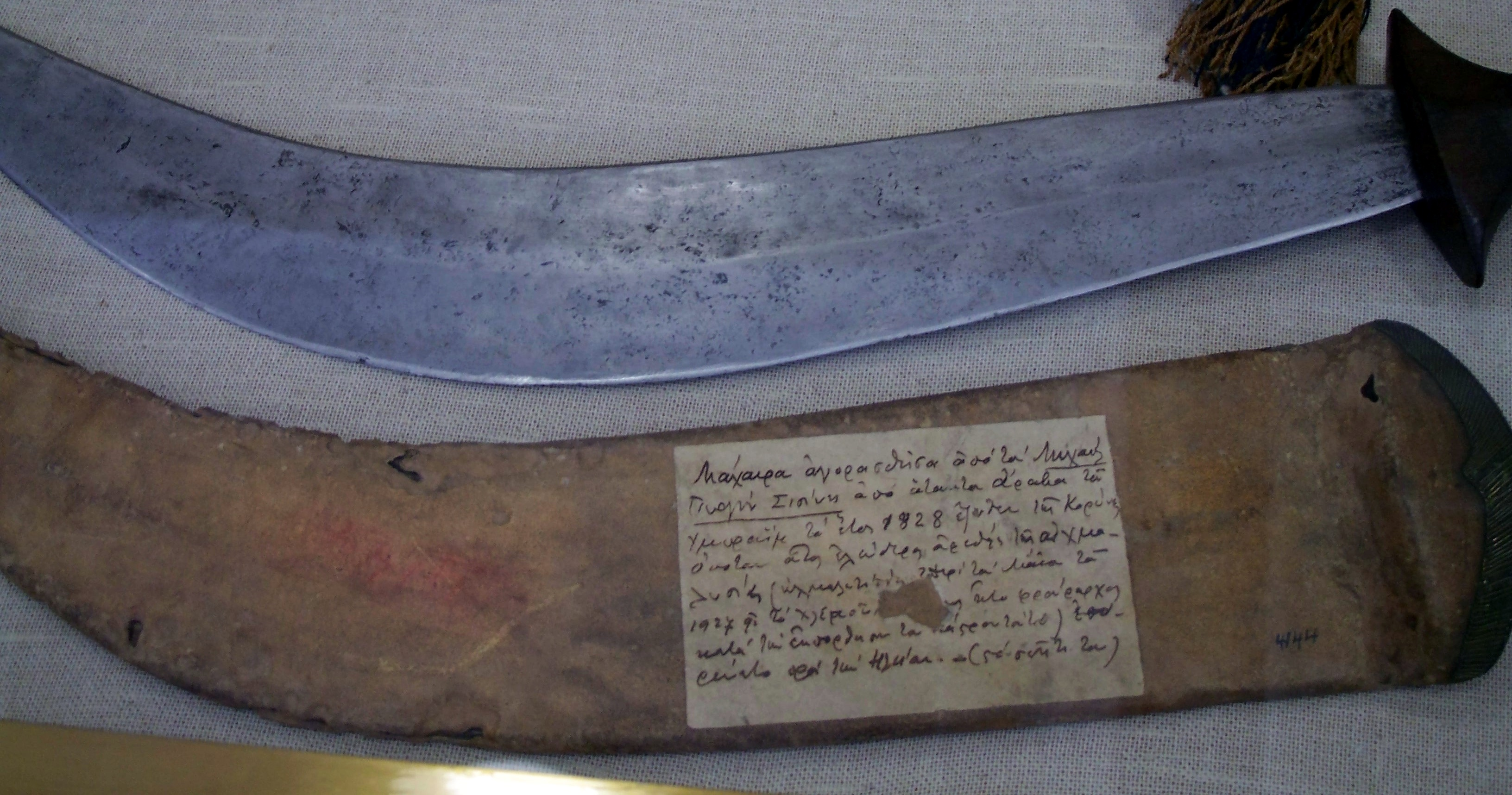
Espada Májaira del revolucionario griego Georgios Sisinis (Γεώργιος Σισίνης). Museo Histórico Nacional, Atenas, Grecia

Májaira (en griego μάχαιρα, máchaira, plural máchairai) era un término empleado en la antigua Grecia para cualquier arma de corte, ya fuera cuchillo o espada. En este contexto, se tiene por májaira al tipo de espada griega cuya curvatura es menor que la de su «hermana» griega kopis y similar a la falcata ibérica (si bien la diferencia del significado entre kopis y májaira no está completamente clara en los textos antiguos), con empuñadura sin guardamano y con pomo, que no era sino una variante más rectilínea de su predecesora.

## Orígenes
Este tipo de espada, o desarrollo de espada, no era exclusivo de la Grecia helenística, sino que fue un arma -con sus variantes regionales- empleada por muchos pueblos del Este de Europa y Oriente Próximo (Persia). Y por ello su diseño de hoja curva puede que fuera el que evolucionó -o influyó- hasta llegar los actuales yataganes turcos.
La májaira, que fue un arma menos usada por la infantería griega, compartió protagonismo con el xifos (spatha en su versión etrusca o romana) en la caballería helénica.

## Etimología
En griego antiguo ‘μάχαιρα’ (pronunciado májaira, transliterado como máchaira, machaira o makhaira, pero transcrito como maquera según las normas de transcripción) significaba «cuchillo de guerra, sable corto, daga»,, y posiblemente proviniera de la palabra μάχη (májē), que significaba «lucha, combate, batalla». El término májaira pasó al latín como machaera, «espada», debido a que en el latín el fonema ‘χ’ no tenía contrapartida fonética, aunque en el idioma castellano la ‘j’ es equivalente a la ‘χ’ (ji) griega. En griego moderno, el diminutivo μαχαίρι (majéri) significa «cuchillo».